# L'Eau qui dort (film, 1922)
Pour les articles homonymes, voir L'Eau qui dort.
Pour plus de détails, voir Fiche technique et Distribution.
L'Eau qui dort  (titre original : Heroes and Husbands) est un film muet américain réalisé par Chester Withey et sorti en 1922 et dont on ne connaît actuellement pas de copies, faisant qu'il est considéré comme vraisemblablement perdu.

## Synopsis
Susanne Danbury et Walter Gaylord, l'homme qu'elle aime, font partie des invités du week-end de son éditeur, Hugh Bemis et de sa femme Agatha, qui aime également Walter. À la suite d'un concours de circonstances, Susanne tire sur Bemis avec une arme qu'elle pensait déchargée et l'enquête révèle que Martin Tancray voulait la mort de Gaylord.  Susanne est heureusement disculpée.

## Fiche technique
- Titre : L'Eau qui dort
- Titre original : Heroes and Husbands
- Réalisation : Chester Withey
- Scénario : Charles Logue
- Photographie : Joseph Brotherton
- Montage :
- Producteur : B. P. Schulberg
- Société de production : B. P. Schulberg Productions
- Société de distribution : Associated First National Pictures
- Pays de production :  États-Unis
- Langue : film muet avec les intertitres en anglais
- Format : Noir et blanc — 35 mm — 1,33:1 — Muet
- Genre : film dramatique
- Durée :
- Dates de sortie : 
  - États-Unis : 21 août 1922
  - France : 29 février 1924

## Distribution
- Katherine MacDonald : Susanne Danbury
- Nigel Barrie : Walter Gaylord
- Charles Clary : Hugh Bemis
- Charles K. Gerrard : Martin Tancray
- Mona Kingsley : Agatha Bemis
- Ethel Kaye : Annette